# ماتيو تريني
ماتيو تريني (بالإيطالية: Matteo Trini)‏ هو لاعب كرة قدم إيطالي في مركز حراسة المرمى، ولد في 18 مايو 1987 في ألغيرو في إيطاليا. لعب مع نادي سودتيرول ونادي كاربي ونادي لوميتساني ويوفنتوس ويوفي ستابيا.